# Flugplatz Persan-Beaumont

i7
i11
i13
Das Aérodrome de Persan-Beaumont (IATA-Code: XYP, ICAO-Code: LFPA) ist ein Flugplatz der Allgemeinen Luftfahrt in Frankreich. Er liegt in der Region Île-de-France im Département Val-d’Oise im Wesentlichen auf dem Gebiet von Bernes-sur-Oise und Bruyères-sur-Oise zirka drei Kilometer ostnordöstlich von Persan. Der Flugplatz wurde vor und während des Zweiten Weltkriegs sowie den ersten Jahrzehnten des Kalten Kriegs als Militärflugplatz genutzt.

## Geschichte
Der Flugplatz entstand in den 1930er Jahren als Militärflugplatz für die Armée de l’Air. In der Vorkriegszeit war hier die Groupe de Bombardement GB II/12, ausgerüstet mit mittelschweren Bombern des Typs LeO 45, beheimatet.
Nach der Besetzung Frankreichs durch die deutsche Wehrmacht wurde er ein Stützpunkt der Luftwaffe, die ihn jedoch nur sporadisch nutzte. Die III. Gruppe des Luftlandegeschwader 1 (III./LLG1), das mit Hs126, Do17 und DFS 230 ausgerüstet war, nutzte den Platz im April/Mai 1943.
Zum Jahresende lagen hier die Fw 190 F/G-Jagdbomber der III. Gruppe des Schlachtgeschwaders 4 (III./SLG4).
In den Jahren 1943 und 1944 war der Flugplatz wiederholt Ziel alliierter Luftangriffe. Bei einem dieser Angriffe wurde das nahegelegene Bernes-sur-Oise fast vollständig zerstört, da sich mitten im Ort Flugzeugshelter befanden. Die Deutschen verließen Persan-Beaumont Ende August 1944.
Nach kurzer Instandsetzung des stark zerstörten Flugplatzes wurde Advanced Landing Ground ALG A-60, so seine alliierte Codebezeichnung, ein Stützpunkt Ende September ein Stützpunkt der Ninth Air Force der United States Army Air Forces (USAAF). Die 386th Bombardment Group, ausgerüstet mit der B-26 lag hier zwischen Anfang Oktober 1944 und Anfang April 1945. Sie wurde durch die 410th Bombardment Group, einer A-26-Einheit, ersetzt, die hier bis Juni 1945 lag. Die Amerikaner gaben den Flugplatz im Juli 1945 an Frankreich zurück.
Ab Anfang 1946 wurde der Flugplatz, der später als Base aérienne 218 (B.A. 218) bezeichnet wurde, erneut eine Einsatzbasis der Armée de l’air, die hier ihre Escadrille de liaison aérienne ELA 1/56 stationierte. Diese Verbindungsstaffel, die seit 1947 den Traditionsnamen „Vaucluse“ führte, hatte eine Reihe verschiedener Luftfahrzeuge im Bestand wie die MS.500, Ju 52, Goéland, Baltimore oder Barracuda.
In den 1950er Jahren wurden die Goéland und Ju-52 durch die Dakota und Si 204 ersetzt und 1956 kamen eine Hurel-Dubois HD.321 sowie einige Broussard hinzu. Zwischen 1963 und 1967 war Persan schließlich noch Stützpunkt von „Noras“. In diesem Jahr sollte die Basis schließen, weshalb die ELA 56 auf die Basis 105 verlegte. Die Basis 218 wurde letztendlich am 31. Oktober 1967 geschlossen.
Zuvor entstanden 1966 Teile des Films Brennt Paris? auf dem Flugplatz.

## Heutige Nutzung
Das Aérodrome, dessen ziviler Bereich sich im Süden des Areals befindet und das seither von den Aéroports de Paris betrieben wird, wird durch Sportflugzeuge, Ultaleicht-Flugzeuge, Helikopter, Fallschirmspringer und Modellbauer genutzt.